# Gossi
Gossi es una localidad y comuna rural en el círculo de Gurma-Rharus de la región de Tombuctú de Malí, situada al noreste de Hombori y suroeste de Gao.
Se encuentra en un lago estacional, lago Gossi, y está rodeado de reservas naturales en las que viven una gran manada de elefantes. La ciudad es el sitio de un mercado de ganado. El municipio contiene alrededor de 31 aldeas y en el censo de 2009, tenía una población de 24.521 habitantes. La mayoría de la población son pastores nómadas, pero hay asentamientos permanentes en las cercanías del lago Gossi, el lago Ebanguemalène y el lago Agoufou.
El 24 de julio de 2014, un avión McDonnell Douglas MD-83 de Swiftair, operando el vuelo 5017 de Air Algérie, se estrelló al sureste de Gossi con 116 personas a bordo. El vuelo había salido de Uagadugú y se dirigía a Argel.